# Antonio Gornatti
Antonio "Chiche" Gornatti (Buenos Aires, Argentina, 17 de diciembre de 1951 - Ib., 25 de julio de 2017) fue un jugador y entrenador de baloncesto argentino, que además se desempeñó como sindicalista, periodista y gestor deportivo.

## Trayectoria
Gornatti se formó como baloncestista en la cantera del club Villa Crespo, donde a partir de 1966 pasaría a jugar con el equipo mayor.
En 1971, luego de que Villa Crespo se retirara de los torneos oficiales, Gornatti se unió a Atlanta por pedido de León Najnudel. Le tocó en su primera temporada jugar como suplente de Benjamín Arce, pero a partir de su segundo año se ganaría la titularidad en su equipo. 
Hacia fines de 1974 el club Atlanta -al igual que lo había hecho Villa Crespo- decidió eliminar su programa de baloncesto competitivo, obligando a Gornatti a migrar hacia otra institución. Sería Racing el que terminaría acogiéndolo hasta 1977. Posteriormente el jugador pasó por San Lorenzo y Obras Sanitarias, actuó durante dos años en Douglas Haig de Pergamino, y regresó finalmente a Atlanta a comienzos de 1982, luego de que el club restaurase a su equipo mayor de baloncesto. 
Gornatti participó en el año 1983 de la fundación de la Asociación de Jugadores de Básquetbol de la República Argentina (ADJ), un sindicato de deportistas profesionales en el cual se desempeñaría como dirigente. También por esa época colaboró con Najnudel en el diseño y la diagramación de lo que sería la Liga Nacional de Básquet.
En 1985 arribó a Estudiantes Concordia, equipo con el que conquistaría el título de la Liga B y el ascenso a la LNB en diciembre de 1986. De todos modos Gornatti no acompañaría a los entrerrianos a la máxima categoría del baloncesto profesional argentino, optando por jugar su último año en el equipo Costa Sud de Tres Arroyos.
Tras su retiro como jugador profesional, Gornatti asumió el rol de entrenador. Fue asistente de Alberto Finger en la selección de baloncesto de Argentina y de León Najnudel en Ferro, teniendo luego su primera chance para convertirse en entrenador principal en el club porteño. Además de Ferro, Gornatti también dirigió a Sportivo Rojas y San Lorenzo de Chivilcoy.
En 1994 creó el programa de televisión Básquetbol Picante, el cual se transmitió por la señal Cable Sport de VCC hasta 1998, pasando luego a América Sports donde sobrevivió hasta 2004. Con la desaparición del programa, la marca Básquetbol Picante se convertiría en un sitio web de noticias sobre baloncesto, el cual se mantuvo en línea durante un década. En 2016, Básquetbol Picante volvió a emitirse como un programa en vivo pero esta vez con un formato para la televisión web. Asimismo, junto al también exbaloncestista Javier Maretto, Gornatti condujo el programa de televisión Básquet a las Brasas de 2013 a 2015 y fue comentarista en su especialidad para la cadena Fox Sports.
Como dirigente de la ADJ fue uno de los impulsores del Juego de las Estrellas de la Liga Nacional de Básquet en 1988. Años más tarde dio forma a la Liga de Invierno, un torneo de pretemporada para que jugadores argentinos sin contratos pudiesen mantenerse activos y exhibirse ante los mánagers y entrenadores de los clubes.

## Vida privada
Antonio Gornatti fue padre de Lucas Gornatti y Matías Gornatti, quienes también jugaron profesionalmente al baloncesto en la Argentina. 